# Insanitarium
Insanitarium (Psicópatas en España y Manicomio siniestro en Latinoamérica)  es una película estadounidense del año 2008 dirigida por Jeff Buhler y protagonizada por Jesse Metcalfe, Kiele Sanchez, Kevin Sussman, Carla Gallo y Peter Stormare.

## Historia
La película sigue a un hombre, Jack (Jesse Metcalfe), quien finge locura para salvar a su hermana Lily (Kiele Sánchez), que ha sido involuntariamente institucionalizada en un hospital psiquiátrico. Los hermanos pronto descubren que el Doctor en el asilo, el Sr. Gianetti (Peter Stormare), ha estado probando un compuesto experimental, el orpheum, que hace en los pacientes parecer que se convierten en zombis hambrientos. Loomis (Kurt Cáceres), otro paciente, propaga la infección. Los dos hermanos junto con un hombre en fase terminal paranoico, Dave (Kevin Sussman), y una enfermera de ayuda, Nancy (Olivia Munn), intentan salir con vida del asilo. Mientras observan como son atacados por la mayoría de los presos y el personal, matando a Nancy, mientras que en el 4º piso, se encuentran con el médico, quien le hace una lobotomía a Dave con un picahielos, incapacitándolo. Luego de una lucha, Jack y Lily logran amarrarlo a la jaula en donde se encuentra Loomis, pero termina siendo infectado por este. Al final de la película, los dos hermanos logran salir y van en busca de ayuda, pero unos policías los llevan de vuelta al asilo pensando que son internos que han logrado huir mientras que los oficiales (Mark Kelly y Sharon Schaffer) accidentalmente dejan que los pacientes escapen al mundo exterior. La película termina con un plano panorámico que revela la ciudad por debajo de la ladera donde está ubicado el asilo.

## Producción
La película se rodó en agosto / septiembre de 2007, la mayoría de la filmación tiene lugar en el abandonado hospital Memorial RFK en Hawthorne, California. La "máxima seguridad" y el grupo del "conducto de la lavandería", fueron construidos a partir de cero en el hotel en un edificio vacío del hospital.
Mathew Mungle Creations, la misma compañía de efectos especiales que suministró los efectos especiales a Jeff Buhler para Midnight Meat Train, también suministraron los efectos especiales de Insanitarium. Casi todo se ha hecho de efectos prácticos y prótesis con una escasa contribución de CGI, incluyendo la decapitación de un gato falso.
Peter Stormare improvisó en muchas partes de su papel, incluido la escena de "bragas en la boca" escena con Carla Gallo, quien interpreta a Vera, su asistente de investigación. Stormare comenta esta escena después de las escenas extra del DVD.

## Reparto
- Jesse Metcalfe: Jack.
- Kiele Sanchez: Lily.
- Peter Stormare: Doctor Gianetti.
- Kevin Sussman: Dave.
- Carla Gallo: Vera Downing.
- Olivia Munn: Nancy.
- Evan Parke: Charles.
- Kurt Caceres: Loomis.
- Molly Bryant: Enfermera Henderson.
- Dale Waddington: Madre de jack y Lily.
- Armin Shimerman: Hawthorne.
- Lisa Arturo: Heather.
- Mark Kelly: Policía.
- Sharon Schaffer: Policía.